# 加爾布濟夫
49°47′50″N 25°11′58″E / 49.79722°N 25.19944°E
加爾布濟夫（烏克蘭語：Гарбузів），是烏克蘭的村落，位於該國西部捷爾諾波爾州，由捷尔诺波尔区負責管轄，距離佩列佩利尼基2.5公里，始建於1483年，面積2.06平方公里，2001年人口303。